# Muzeum Centralnego Okręgu Przemysłowego
Muzeum Centralnego Okręgu Przemysłowego – muzeum zajmujące się spuścizną Centralnego Okręgu Przemysłowego znajdujące się w Stalowej Woli.

## Historia
Muzeum gromadzi pamiątki związane z historią Stalowej Woli, spuścizną Centralnego Okręgu Przemysłowego oraz wyrobami związanymi ze stylem art deco. Uroczyste otwarcie muzeum miało miejsce się 7 lipca 2022 roku i było związane z jubileuszem 85-lecia powstania Centralnego Okręgu Przemysłowego. Muzeum liczy około 800 eksponatów; znajduje się w nim wystawa stała pt. „Centralny Okręg Przemysłowy. Narodziny innowacyjnego przemysłu w Polsce”, stała wystawa plenerowa, której uroczyste otwarcie jest planowane na 2024 rok (ma być powiązana z Hutą Stalowa Wola, obecnie znajduje się na niej ładowarka kołowa typ Ł-34) oraz wystawy czasowe.

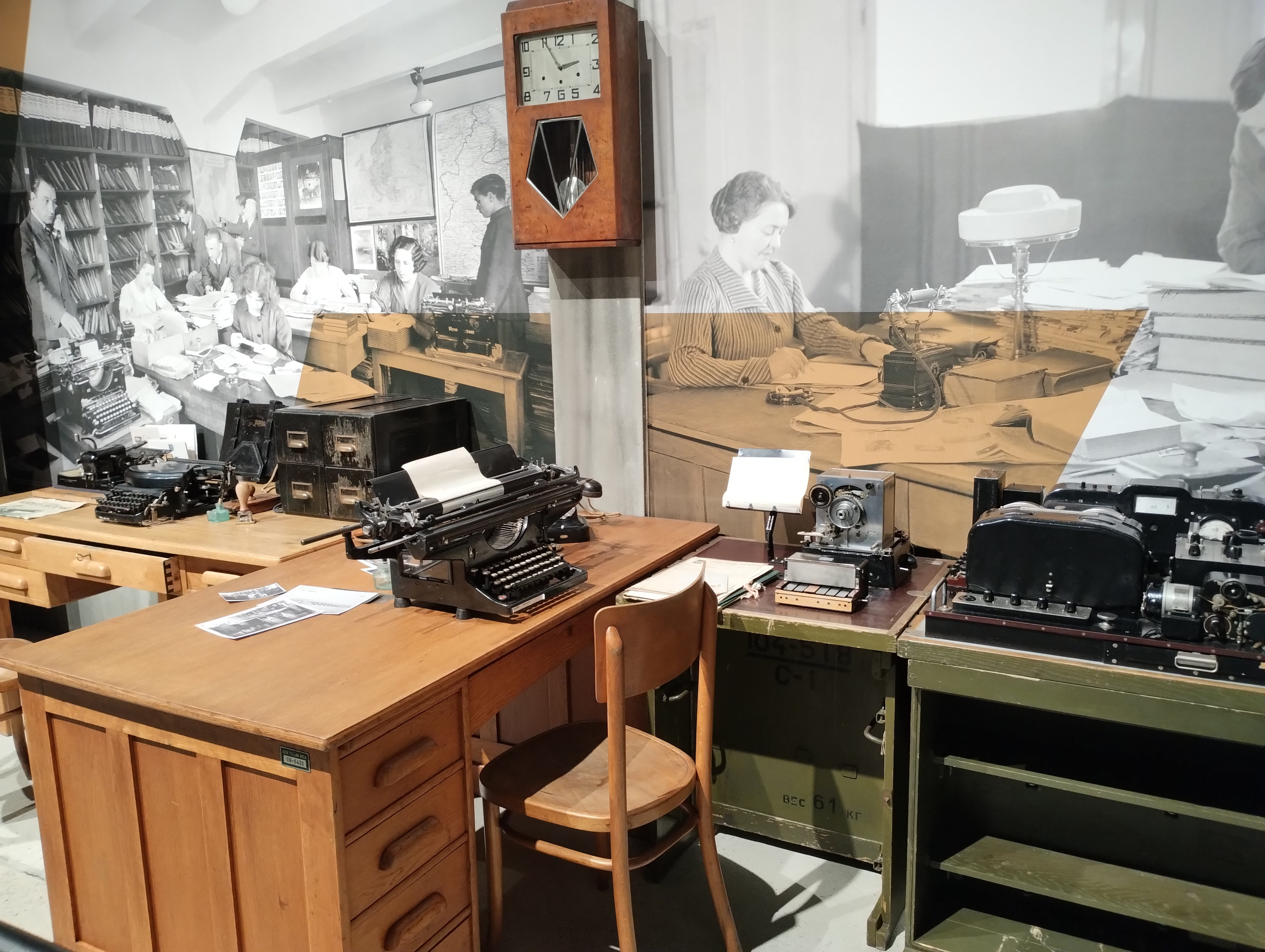
Ekspozycja muzealna
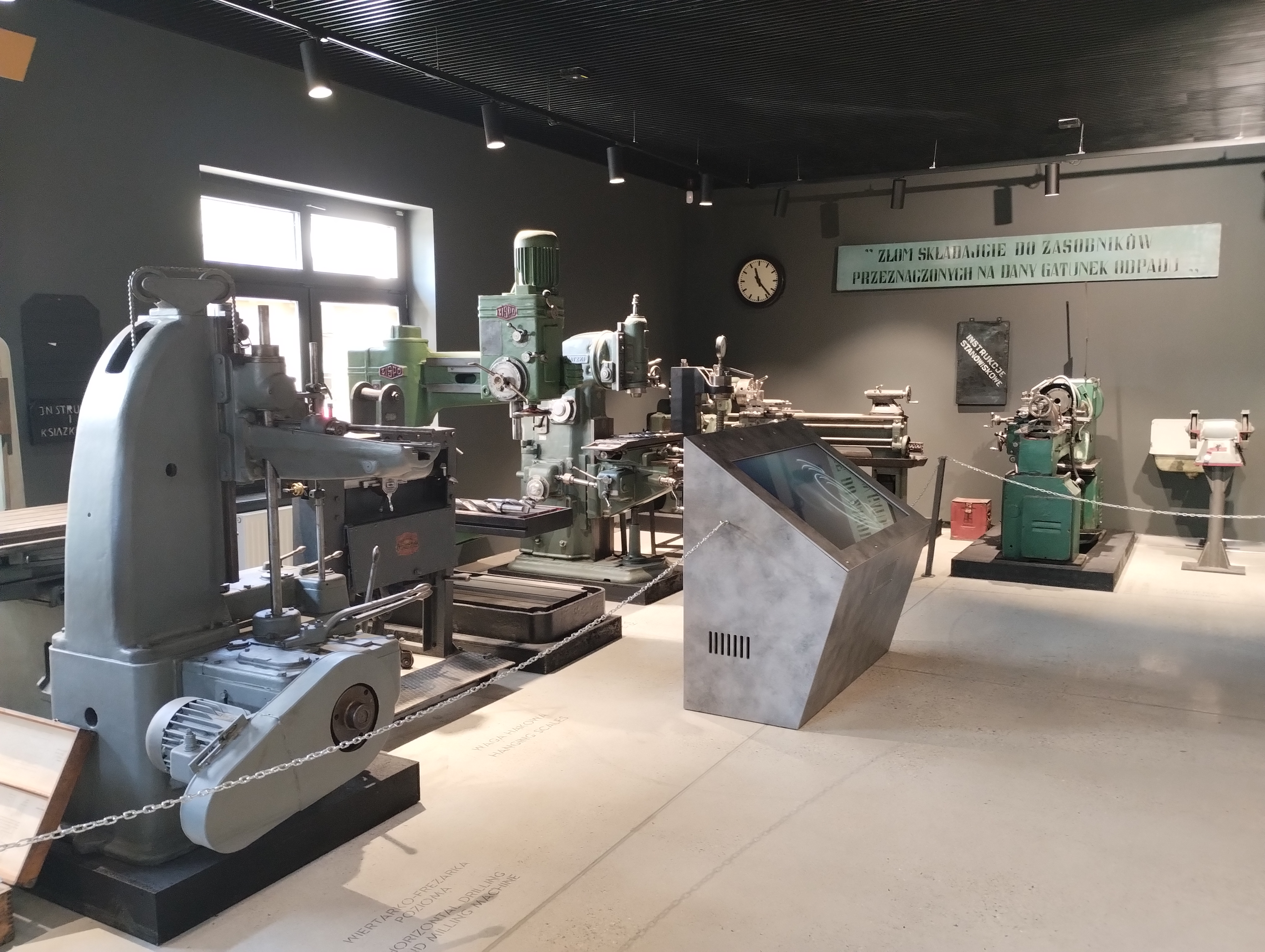
Ekspozycja muzealna
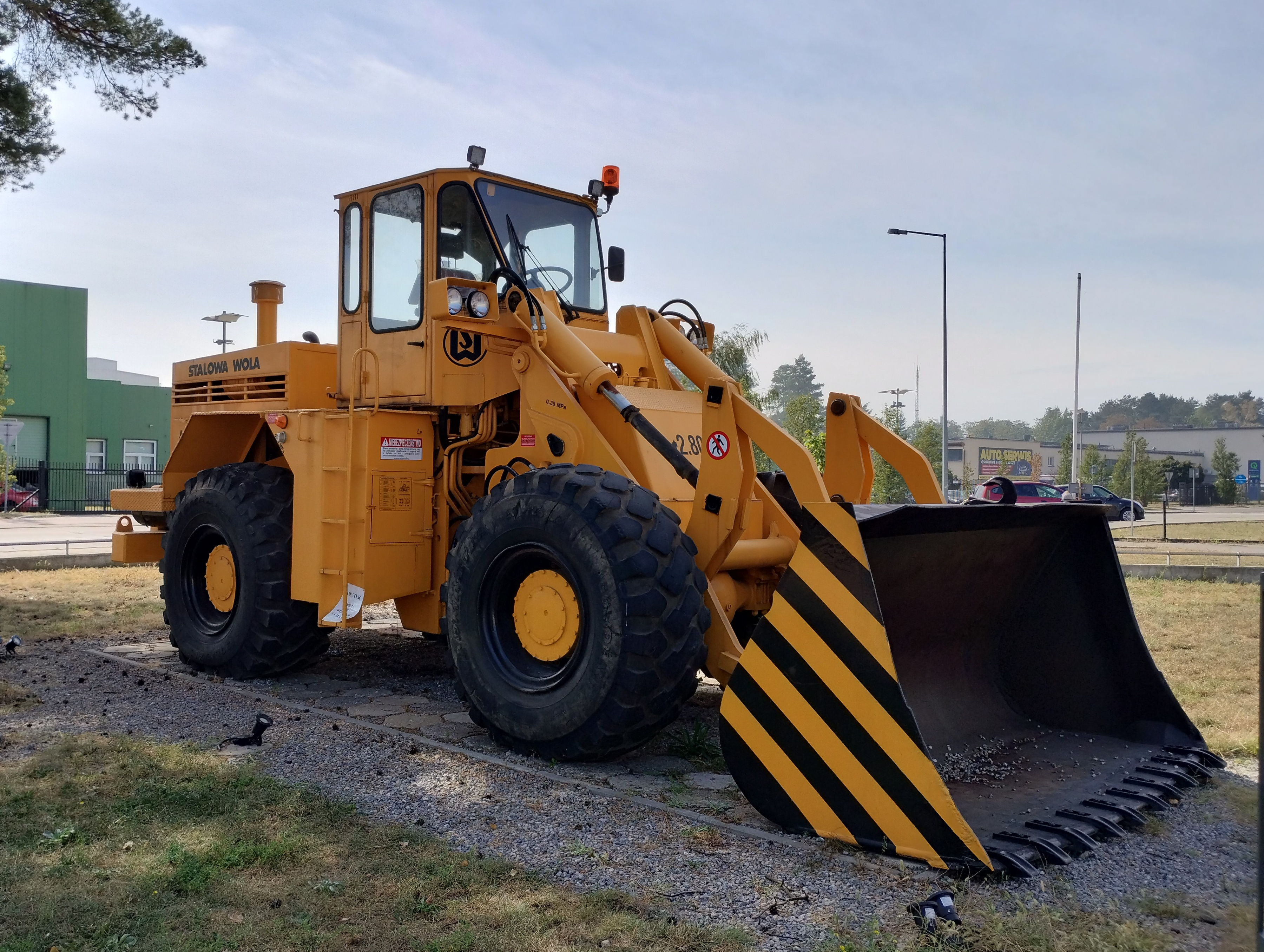
Ładowarka kołowa Ł34 na ekspozycji plenerowej
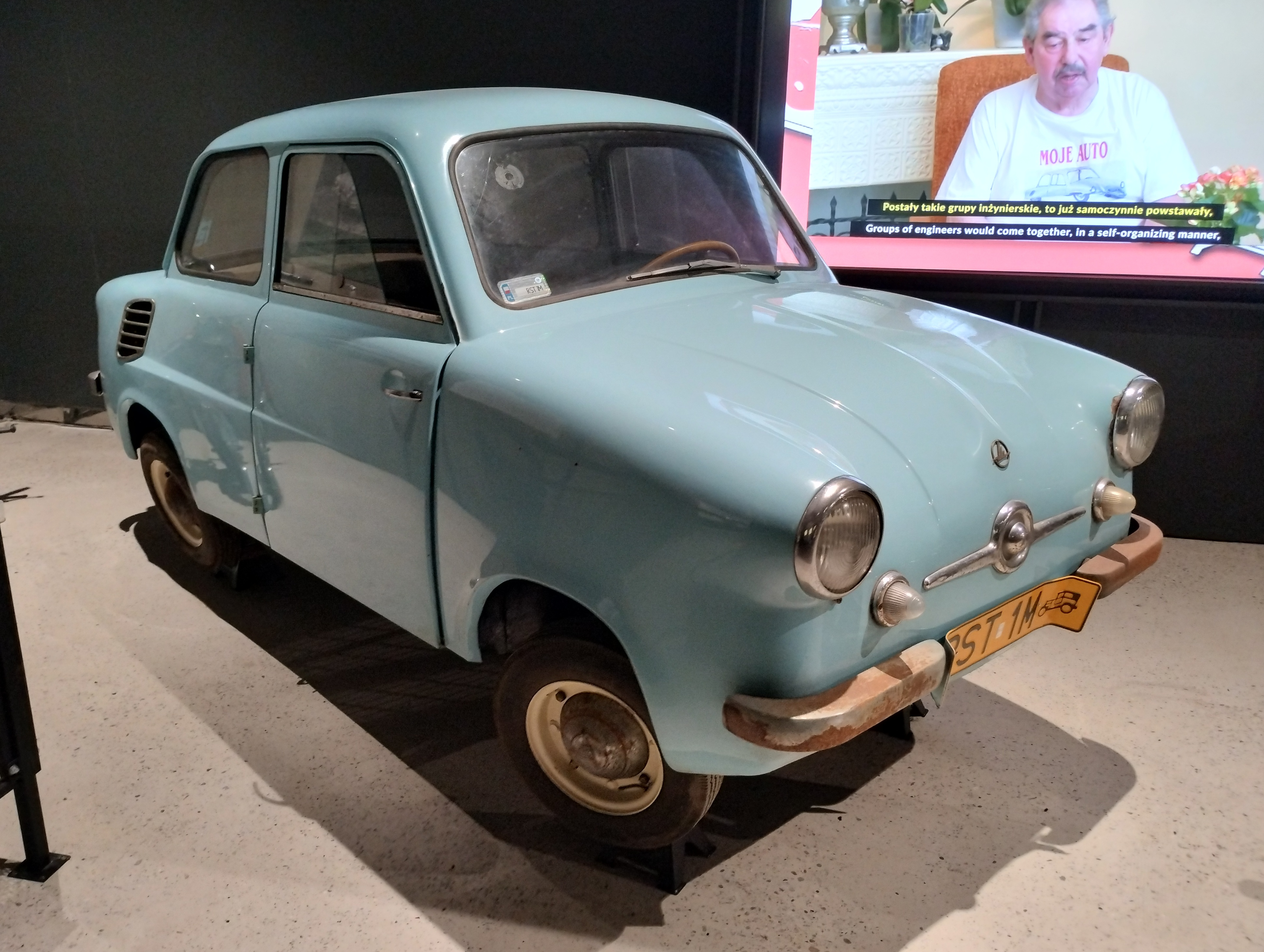
Mikrus MR-300